# Saint
 (février 2023).
Si vous disposez d'ouvrages ou d'articles de référence ou si vous connaissez des sites web de qualité traitant du thème abordé ici, merci de compléter l'article en donnant les références utiles à sa vérifiabilité et en les liant à la section « Notes et références ».
Pour les articles homonymes, voir Saint (homonymie) et Sainte (homonymie).
« Sainte » redirige ici.  Pour la ville située en Charente-Maritime, voir Saintes.

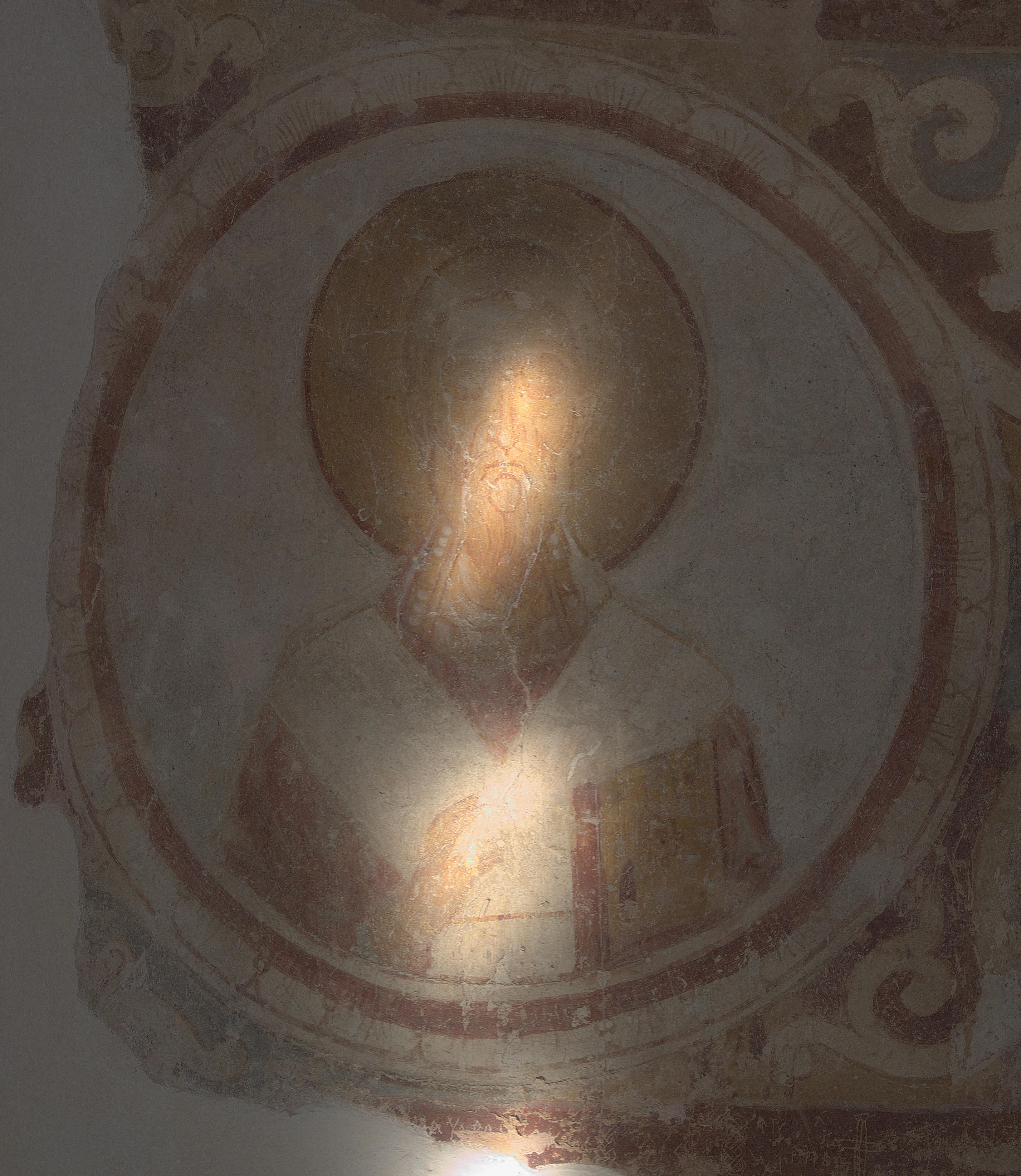
Saint Poemen, abbé et anachorète du désert de Scété, fresque du XIIe siècle, église Saint-Georges de Staraïa Ladoga, Russie.

Les saints sont des personnes distinguées par différentes religions pour leur élévation spirituelle et proposés aux croyants comme modèles de vie en raison d'un trait de personnalité ou d'un comportement réputé exemplaire. Certains de ces saints portent le qualificatif de « martyrs » (« témoins »), lorsqu'ils ont payé de leur vie leur attachement à leur foi.
L'influence d'un saint dépasse parfois l'espace de sa religion propre, quand son rayonnement moral apparaît comme universel.

## Judaïsme
Dans le judaïsme, seul Dieu est saint. L'équivalent de l'homme « saint » des autres religions est le « juste », le tsadik (צדיק).
La Torah utilise le terme hébreu qadosh, qui signifie « saint », « séparé » et par extension « pur » (exempt de fautes, de taches), pour désigner Dieu, le « Saint, béni soit-Il », ha-Qadosh baroukh-Hou (הַקָּדוֹשׁ בָּרוּךְ הוּא).
Le message « Saint pour l'Éternel » se trouvait inscrit sur la plaque d'or (Tsits Hazahav) que portait le grand prêtre qui officiait dans le Temple de Jérusalem. Toute notion primaire de sainteté se rattache à Dieu qui, par son action, peut rendre saint (en séparant, purifiant) l'homme, le peuple, ou le lieu. De même, en employant le même terme de « saint », la Torah désigne le peuple d’Israël comme « un royaume de prêtres (princes, dans ce contexte) et un peuple saint » (Exode 19:6).

## Christianisme

### Définitions et catégories
Il existe une certaine ligne de séparation entre les religions non chalcédoniennes (juifs, protestants, musulmans) et celles qui pratiquent le culte des saints (catholiques et orthodoxes). La fin de l'Antiquité européenne voit en effet l'avènement du christianisme, religion monothéiste. La piété populaire restant empreinte de polythéisme, les autorités religieuses intègrent cette croyance en autorisant le culte local, voire régional, de saints protecteurs. Dans une entrevue avec la revue Populaire du centre en 2016, Odon Vallet précise : « Les saints locaux pouvaient servir d’exemple de vertu et il fallait s’inspirer de leur modèle de vie chrétienne. Il y avait là aussi une certaine manière d’imiter le Christ. »

### Les titres de saint, bienheureux et vénérables
Les titres de saint, bienheureux et vénérable correspondent aux étapes du procès en canonisation de l’Église catholique visant à reconnaître de manière officielle comme « saint » un défunt baptisé, par opposition aux innombrables saints imaginaires et facétieux créés de toutes pièces au Moyen Âge pour des besoins concrets (saint protecteur, saint guérisseur, saint propitiatoire). Même si l’Église compte d'innombrables saints, pour la plupart inconnus, et que tous les fidèles sont « appelés à être saints en vivant avec amour et en offrant un témoignage personnel dans [leurs] occupations quotidiennes, là où chacun se trouve », elle a souhaité en donner un certain nombre (dont la vie fut marquante par leur sainteté) comme exemple et « ami » à toute la communauté des croyants. Ce processus de reconnaissance se base sur la biographie du candidat, ses œuvres et les témoignages de ceux qui l'ont connu. Il y a alors trois critères essentiels dans le processus de reconnaissance : être mort en odeur de sainteté, c.-à-d. avoir eu un rayonnement spirituel après sa mort (réputation de sainteté qui doit être spontanée, durable, en croissance continue, et généralisée) ; avoir des témoins qui attestent de son martyre ou de sa vertu héroïque ; doit avoir accompli au moins deux miracles. Pour l’Église catholique, reconnaître la personne comme « sainte » revient à affirmer qu'elle se trouve dans la Vie éternelle en présence de Dieu (dans la vision béatifique), et qu'elle représente ainsi tel un frère aîné dans la foi pour le croyant en chemin sur terre. Ainsi, le « saint » devient pour tous à la fois un exemple de vie chrétienne, un enseignement pour le croyant, et aussi un intercesseur auprès de Dieu, tel que le prie par exemple l’Église catholique dans la Préface pour un saint pasteur du Missel Romain : « par l'exemple qu'il a donné, tu nous encourages, par son enseignement, tu nous éclaires, à sa prière, tu veilles sur nous ».
La déclaration reconnaissant vénérable la personne défunte affirme que celle-ci mérite de recevoir une vénération locale ; celle le reconnaissant comme bienheureux (béatification) permet ensuite d'en faire l'objet d'un culte plus généralisé ; enfin, celle le reconnaissant comme saint (canonisation) conduit à un culte universel.

### Catholicisme

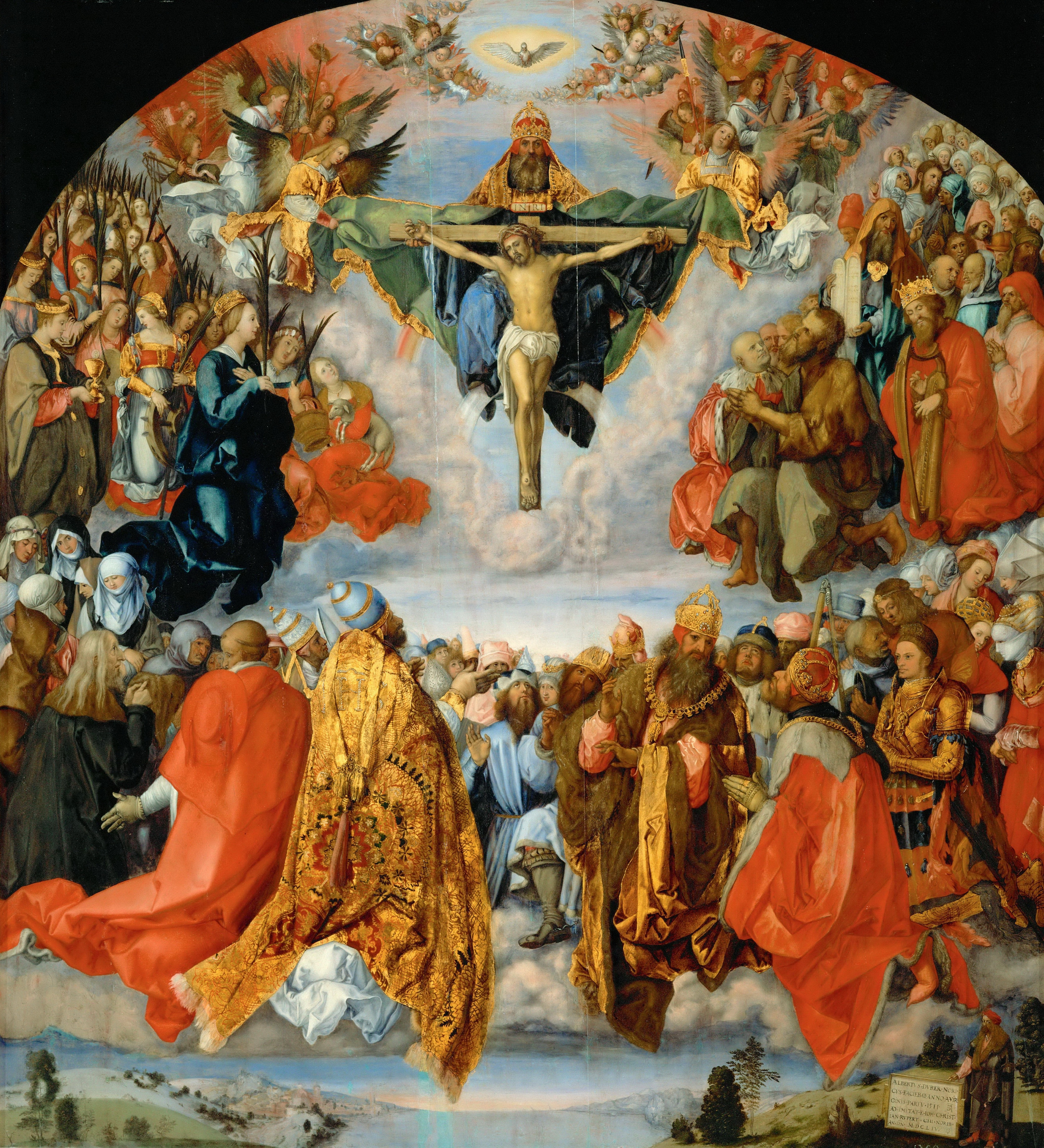
Congrégation de saints et d'archanges aux cieux, par Albrecht Dürer.

De manière concise, la « sainteté » s'exprime comme le désir et la vocation de tout homme à rejoindre le Christ dans un état que l'on nomme « communion ». Il s'agit, selon l'Évangile, d'une action impossible à l'être humain mais pas à Dieu et qui se fait par la collaboration de l'être humain à l'action divine dans le monde. Le « saint » est donc toute personne qui parvient à cette proximité.
Tout au long de l’Ancien Testament, on retrouve, comme dans le judaïsme, l’affirmation que seul Dieu est Saint. Cependant, par le baptême et l'adoption filiale qui s'ensuit, les chrétiens se trouvent associés et appelés à cette sainteté, une vocation universelle. L'apôtre Paul parle des saints pour désigner les chrétiens vivant dans telle ou telle ville. En ce sens, la sainteté exprime l'état de communion avec Dieu, dans l'Église, par le baptême.
Les saints au sens strict sont ceux qui, comme « le bon larron » à qui le Christ dit : « Aujourd'hui, tu seras avec moi au Paradis », ont atteint la béatitude éternelle, contemplent Dieu au Ciel et intercèdent pour les êtres humains ici-bas (voir Liste des saints catholiques).
Parmi les défunts, étaient réputés saints et vénérés comme tels les martyrs (mot grec signifiant « témoin ») (leur « baptême sanglant » effaçait tout péché) et les apôtres (choisis par le Christ). D'autres saints, comme certains ascètes, devaient recevoir la vénération plus tard. Ainsi, dès les premiers temps du christianisme, tous les fidèles ont une vocation à la sainteté et peuvent se trouver dignes de vénération posthume, aussi bien hommes que femmes, philosophes comme simples d’esprit, sans égard à leurs conditions sociales, esclaves ou aristocrates (voir saint Druon, saint Gerlac ou encore Benoît Labre au XVIIIe siècle), ce qui constitue une nouveauté radicale. De plus, jusqu'à l’invention de la procédure de canonisation au XIIIe siècle, la vox populi décide de la sainteté, pas la hiérarchie. Celle-là se fonde sur la pureté du saint, et la recherche d’un absolu à travers la foi. Cette recherche d’absolu peut conduire jusqu’au martyre, jusqu'à mourir ou endurer des tortures pour ne pas abandonner sa foi ; le martyre représente, jusqu'à notre époque, un moyen privilégié d’accéder à la sainteté. Dès l'Antiquité tardive, le statut social particulier des saints les distinguent, notamment à travers leur mort, leurs funérailles, la dévotion pour leurs reliques, la construction d'écrins monumentaux (basiliques et églises) pour accueillir ces restes, et leur mémoire entretenue dans des Vitae ou des Miracula qui donnent vie à ces « morts très spéciaux ».
Petit à petit, la notion de sainteté s'élargit, et de nombreuses personnalités locales dans l'Église primitive et parmi les populations nouvellement christianisées ont acquis la réputation de sainteté. Aujourd'hui, la reconnaissance officielle du statut de saint passe par l'inscription dans le calendrier de l'Église appelé « martyrologe ». Pour les catholiques, les saints forment « l'Église triomphante » et intercèdent auprès de Dieu pour les hommes d'ici-bas (l'Église militante) et pour les défunts au Purgatoire (l'Église souffrante) : il s'agit de la communion des saints. Tous ces saints, pas forcément reconnus de manière officielle ici-bas comme tels, sont fêtés ensemble le jour de la Toussaint. La fête de la Toussaint, célébrée le 1er novembre, signifie, dans le catholicisme, qu'au-delà du nombre restreint de personnes canonisées, c.-à-d. dont on affirme sans ambiguïté la sainteté et auxquels on peut adresser un culte, de nombreux chrétiens, voire non chrétiens stricto sensu (par exemple Abraham, Moïse, David, Job), ont atteint l'idéal chrétien : la communion avec Dieu.
L'Église catholique romaine — par le biais de la canonisation — déclare être sûre de la présence des saints inscrits au martyrologe romain au paradis. Ils font donc l'objet d'un culte public (à l'instar de l'Église orthodoxe) dit culte de dulie (du grec δοῦλος / doûlos, « serviteur », lequel s'oppose au culte de lâtrie (du grec λατρεία / latreía, « culte, adoration ») qui n'est dû qu'à Dieu. Dans le cas de Marie, mère de Jésus, une exception est admise, qui se nomme hyperdulie et qui se manifeste dans les sites d'apparition. 
Le culte de dulie revêt deux formes, la vénération (hommage respectueux qui inclut des prières devant leurs images et leurs reliques, et des fêtes liturgiques en leur honneur) et l'invocation (adresse directe au saint ou adresse à Dieu par l'intermédiaire du saint, pratique appelée intercession).

### Église orthodoxe
Lors de chaque liturgie eucharistique, aussitôt après la consécration, le prêtre élève les saints dons consacrés vers l'assistance des fidèles et proclame ; « les saints dons sont pour les saints ! », et les fidèles ou les chantres protestent ; « Un seul est saint, un seul est Seigneur, Jésus-Christ, à la gloire de Dieu le Père ». La sainteté, selon les orthodoxes, consiste en une participation à la vie du Christ et les saints portent ce qualificatif dans la seule mesure où ils sont christophores, c.-à-d. assez humbles et obéissants en la personne du Christ pour représenter fidèlement son image et en être une icône.
L'Église orthodoxe ignore la notion de « bienheureux », le mot est synonyme de saint. Elle ignore aussi les procès en canonisation ou le nombre minimum de miracles requis pour proclamer saint un fidèle décédé. Lorsque la vénération de la mémoire d'un défunt se répand parmi les fidèles, le synode de l'Église concernée se réunit autour du primat (patriarche ou archevêque) et étudie la question de la sainteté de cette personne. Il arrive souvent que quelques icônes aient déjà été peintes à sa mémoire. La proclamation de la sainteté de la personne en question se fait ensuite (au cours d'une cérémonie officielle appelée glorification) en même temps que la détermination d'un (ou plusieurs) jour(s) de fête liturgique, la composition d'un tropaire (hymne en l'honneur du nouveau saint) et un office complet. Le canon iconographique du saint s'élabore ensuite petit à petit.
Dans le calendrier orthodoxe, le premier dimanche après la Pentecôte se trouve consacré à la mémoire de tous les saints.
- Catégorie : saint orthodoxe, canonisation par la vox populi confirmée par le synode de l'Église locale.
- Catégorie : saint non chalcédonien, canonisation par la vox populi et par les autorités de l'Église locale.

### Protestantisme
Le protestantisme se distingue du reste du christianisme entre autres par son refus du culte des saints (et de leurs reliques). La Bible déclare sainte toute personne ayant accepté le sang de Jésus versé à la Croix comme nécessaire et suffisant pour effacer ses péchés, car tous sont pécheurs devant Dieu (cf. Hébreux 10.29 et Romains 3.10-18). Ce sens du mot saint comme synonyme de chrétien est le plus courant dans le protestantisme. Cette confession insiste sur l'affirmation du salut à l'initiative de Dieu seul (sola gratia, sola fide, « seule la grâce, seule la foi... »), ce qui implique que « Dieu seul connaît ceux qui lui appartiennent ». De ce fait, les protestants s'abstiennent de déclarer quiconque plus saint que les autres, d'autant que la conception de l'après-vie varie selon les dénominations, voire les personnes. Dans le protestantisme classique (luthérien ou réformé), on appelle couramment saints les personnages du Nouveau Testament, sans que cela donne lieu au moindre culte, car pour l'ensemble des protestants, ce dernier n'est dû qu'à Dieu seul (Soli Deo gloria, « à Dieu seul la gloire »). Par tradition, plusieurs pays protestants ont conservé comme patron le saint réputé avoir joué le plus grand rôle dans leur évangélisation : sainte Brigitte en Suède, saint Olav en Norvège, etc.

## Islam
Dans l'islam, le wali, « proche de Allah, l'ami de Allah » (walī Allāh ولي الله) peut être considéré (bien qu'avec une certaine prudence) comme l'équivalent du saint chrétien. Il se caractérise par ses grandes qualités d'âme, son renoncement aux biens matériels et sa profonde piété.

### Sunnisme
D'une manière général, le sunnisme réprouve les cultes autres que celui adressé à Dieu, et le Coran qualifie d'associateurs ceux qui s'opposent à l'affirmation de l'unicité de Dieu. C'est pourquoi le culte des « saints » est interdit dans le sunnisme[réf. nécessaire]. 
Cependant, comme le sunnisme ne connaît pas de hiérarchie il n'y a pas d'autorité du culte chargée de décerner le titre de saint ou sainte, et il n'a donc pas de saints au sens officiel, contrairement par exemple à l’Église catholique. 

### Soufisme
Certains pays d'Afrique, notamment au Maghreb, pratiquent souvent un culte des saints, (parfois appelés aussi marabouts). Des formes de soufisme assez hétérodoxes, dont on retrouve les tariqa dans l'ensemble des communautés musulmanes, connaissent aussi des « wali », terme généralement traduit par « saint » dans les ouvrages d'islamologie en français, bien que le sens de « wali » soit souvent synonyme de « guide vers Dieu » ou de « maître ».

### Exemples de saintes et de saints

#### Saintes
- Daïa, sainte berbère algérienne, vénérée par les Mozabites de la région du M'zab.
- Lalla Manoubia, sainte tunisienne décédée en 1257.
- Lalla-Khadîdja, sainte de Kabylie qui a laissé son nom au point culminant (2 308 m) du massif du Djurdjura.
- Lalla Maghnia, sainte qui a donné son nom à la ville de Maghnia en Algérie.
- Lalla Mimouna, sainte célébrée aussi par les juifs marocains, qui a donné le nom à la ville du même nom dans la province de Kénitra.
- Malek Jân Ne'mati, née dans le Kurdistan iranien, est vénérée comme une sainte et surnommée Cheikh Jâni ou encore Sainte Janie. Décédée à Paris en 1993 (87 ans), elle est ensevelie dans le village de Baillou.

#### Saints
- Bulleh Shah : philosophe et poète du XVIIe siècle, originaire du  Punjab. Ses poèmes, souvent mis en musique, sont chantés lors de séances de qawwali.
- Shams Tabrizi : maître du grand mystique Djalâl ad-Dîn Rûmî.
- Mu'in-al-Din Chishti (en) : fondateur au XIIIe siècle de la confrérie Chishtiyya
- Baba Farîd (dit aussi Ganj-e Shakar) : mystique très important révéré au Pakistan par les musulmans, mais aussi par les sikhs et les hindous.
- Al-Hujwīrī, important mystique du XIe siècle, auteur du Kashf al-Mahjub (en) (« Le Dévoilement du Mystère »), une des œuvres fondatrices du soufisme.

### Chiisme
Le chiisme reconnaît aussi un équivalent des saints, en la personne des Imams. Leurs tombeaux donnent lieu à des pèlerinages qui attirent souvent de très grandes foules, par exemple, en Irak, la marche d'arbaïn, commémorant la mort de Al-Hussein ibn Ali.

## Hindouisme

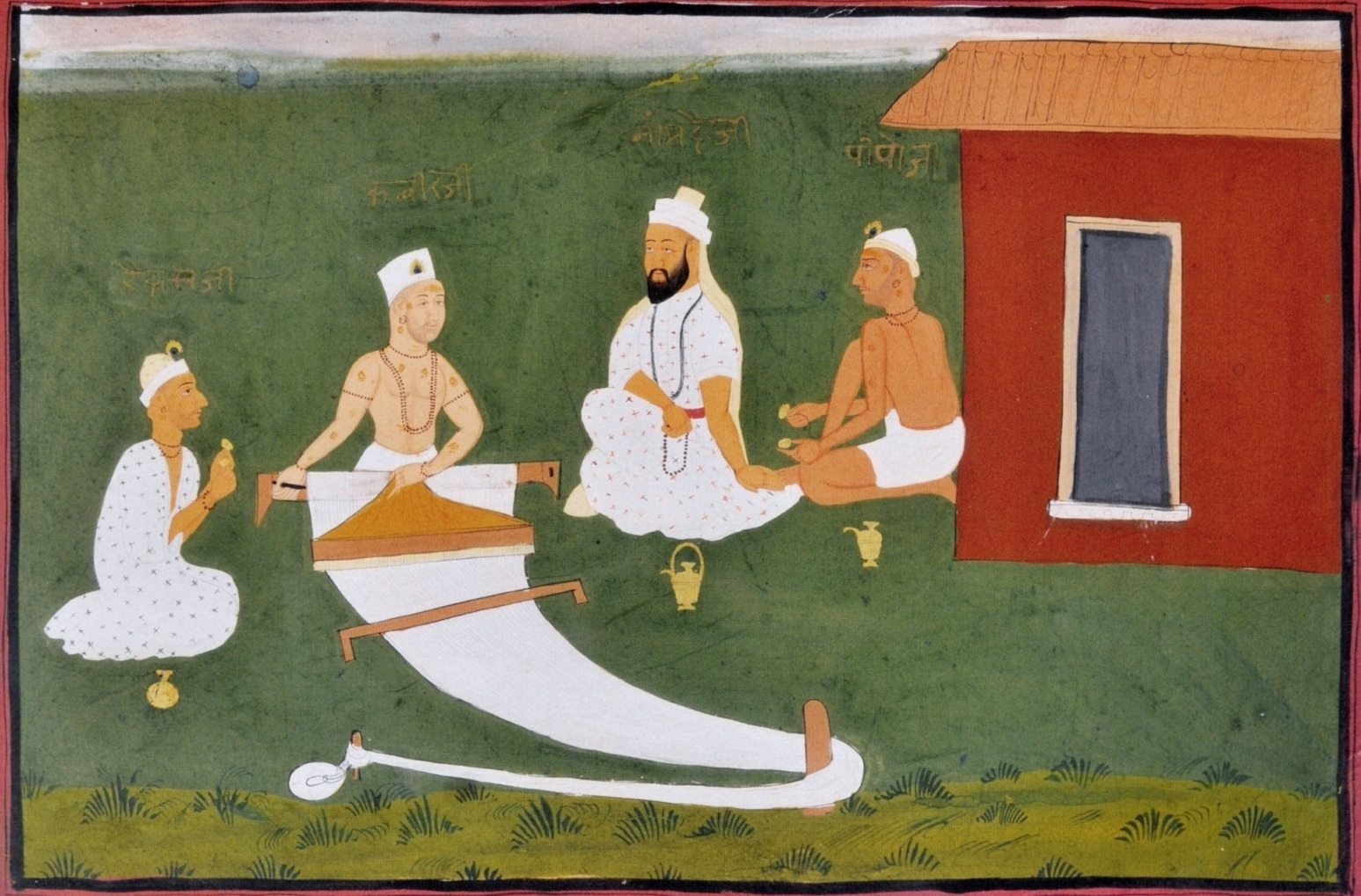
Peinture de bhakta. De g. à d., Ravidas, Kabir, Namdeva et Pipa. Jaipur, début du XIXe siècle.

L'hindouisme compte de nombreux saints (qui peuvent être appelés sant ou bhakta) et qui sont reliés au courant de la bhakti. Ils proviennent de nombreuses lignées, mais s'inscrivent dans le courant vishnouite.  Parmi les plus célèbres, on peut mentionner Kabir, Namdev, Samarth Ramdas (en) et Tukârâm. Les sant ont connu leur âge d'or entre les XIIIe et XVIIe siècles. 
On trouve l'hagiographie d'un certain nombre d'entre eux dans des ouvrages comme The saints of Bengal, ou encore la Bhaktamâla (en) (« Guirlande des saints ») de Nābhājī (en)

## Bouddhisme
Le terme « saint » n'existe pas dans le bouddhisme. Ainsi, la désignation (récente) dans le bouddhisme tibétain du Dalaï-lama et du Karmapa comme « Sa Sainteté », consiste en une simple accommodation au vocabulaire occidental (mais dans ses écrits, Tenzin Gyatso, quatorzième Dalaï-lama, parle plutôt de lui comme « bhikshu du Bouddha »).
Le terme sanskrit « ārya » — « noble » — serait plus adéquat. Il désigne tout bouddhiste entré dans la voie (marga), ou plus précisément qui a atteint au moins le premier stade de ce qu'on appelle les Quatre êtres nobles. Une fois entrés dans ce chemin en coupant progressivement les liens qui les retiennent dans le cycle des renaissances (samsâra), ils parcourent quatre étapes, au cours d'un certain nombre de vies qu'il leur reste à vivre avant d'atteindre la libération complète (nirvâna) de la roue des existences  : sotapanna, sakadagamin, anagamin et arhat — c'est ce dernier qui entre dans le nirvana, l'Absolu. 
Dans ce cadre de référence, le bodhisattva n'est pas à proprement parler un « être noble », car il n'a pas brisé (de manière volontaire) les liens, mais la qualité de son éveil peut cependant le faire ranger parmi les āryas, selon le Mahāyāna. Paul Magnin voit en lui le « symbole d'un nouveau mode de sainteté »

#### Christianisme
- (en) Graham Anderson, Sage, Saint and Sophist. Holy Men and their Associates in the early Roman Empire, Londres, Routledge, 1994.
- Galimard Flavigny, Bertrand, Guide des saints et de leurs attributs : reconnaître et identifier plus de 700 figures chrétiennes, Nimes, De Vecchi, 2014.
- Christiane Rancé, Dictionnaire amoureux des saints, Paris, Plon, 2019, 800 p. (ISBN 978-2-259-24862-4)
- Xavier Lecœur, Saints ! 333 vies extraordinaires, Bayard, 2017  (ISBN 978-2227489325)

#### Islam
- Sossie Andezien, « Femmes et religion en islam : un couple maudit ? », Clio. Histoire‚ femmes et sociétés, no 2,‎ 1995 (DOI https://doi.org/10.4000/clio.493)

- Émile Dermenghem, Le culte des saints dans l'islam maghrébin, Paris, Éditions Gallimard, 1982 (1re éd. 1954), 351 p. (ISBN 978-2-07-021066-4)

- Émile Dermenghem, Vies des saints musulmans, Arles, Sinbad / Actes Sud, 2005 (1re éd. 1943), 329 p. (ISBN 978-2-7427-5717-6)
- (en) Carl W. Ernst, The Shambala Guide to Sufism, Boston, Shambala Publications, 1997, XXI, 264 (ISBN 978-1-57062-180-2), p. 58-80
- Catherine Mayeur-Jaouen, Le culte des saints musulmans. Des débuts de l'islam à nos jours, Paris, Gallimard, coll. « Bibliothèque des histoires », 2024, 622 p. (ISBN 978-2-072-98488-4)
- Dominique et Janine Sourdel, Dictionnaire historique de l'islam, Paris, PUF, 1996, 1010 p. (ISBN 978-2-13-047320-6), p. 722-723

#### Hindouisme
- (en) Karine Schomer & W.H. McLeod (Eds.), The Sants. Studies in a devotional tradition of India, New Delhi, Motilal Banarsidass, 1987, xi + 472 p. (ISBN 8-120-80277-2, présentation en ligne)Ouvrage largement sur l'hindouisme, avec des articles également sur l'islam.

#### Bouddhisme
- Paul Magnin, Bouddhisme, unité et diversité : expériences de libération, Paris, Éditions du Cerf, 2003, 763 p. (ISBN 978-2-204-07092-8), p. 184-197 et passim